# Benno Schmitz
Benno Schmitz (Múnich, 17 de noviembre de 1994) es un futbolista alemán. Juega como defensa y su equipo es el Bayern de Múnich II de la Regionalliga Bayern.

## Trayectoria
Schmitz entró a las inferiores del Bayern de Múnich en 2001, y en el año 2012 fue promovido a su equipo reserva. Al no conseguir llegar al primer equipo del club, el defensor fichó por el Red Bull Salzburgo en 2014. Debutó en su nuevo club el 23 de agosto de 2014  en la victoria por 5-0 sobre el Rheindorf Altach.
En 2018 fichó por el FC Colonia por 1,5 millones de euros luego de pasar dos temporadas en el Leipzig.

## Estadísticas
Actualizado al último partido disputado el 30 de mayo de 2025.
| Club                              | Div.          | Temporada     | Liga  | Liga  | Copas nacionales | Copas nacionales | Copas internacionales | Copas internacionales | Otras | Otras | Total | Total |
| Club                              | Div.          | Temporada     | Part. | Goles | Part.            | Goles            | Part.                 | Goles                 | Part. | Goles | Part. | Goles |
| --------------------------------- | ------------- | ------------- | ----- | ----- | ---------------- | ---------------- | --------------------- | --------------------- | ----- | ----- | ----- | ----- |
| Bayern de Múnich II · Alemania    | 4.ª           | 2012-13       | 9     | 0     | ―                | ―                | ―                     | ―                     | ―     | ―     | 9     | 0     |
| Bayern de Múnich II · Alemania    | 4.ª           | 2013-14       | 35    | 3     | ―                | ―                | ―                     | ―                     | 2     | 0     | 37    | 3     |
| F. C. Liefering · Austria         | 2.ª           | 2014-15       | 7     | 0     | ―                | ―                | ―                     | ―                     | ―     | ―     | 7     | 0     |
| F. C. Liefering · Austria         | Total club    | Total club    | 7     | 0     | 0                | 0                | 0                     | 0                     | 0     | 0     | 7     | 0     |
| Red Bull Salzburgo · Austria      | 1.ª           | 2014-15       | 21    | 0     | 5                | 0                | 2                     | 0                     | ―     | ―     | 28    | 0     |
| Red Bull Salzburgo · Austria      | 1.ª           | 2015-16       | 24    | 0     | 5                | 0                | 3                     | 0                     | ―     | ―     | 32    | 0     |
| Red Bull Salzburgo · Austria      | Total club    | Total club    | 45    | 0     | 10               | 0                | 5                     | 0                     | 0     | 0     | 60    | 0     |
| RasenBallsport Leipzig · Alemania | 1.ª           | 2016-17       | 16    | 0     | 1                | 0                | ―                     | ―                     | ―     | ―     | 17    | 0     |
| RasenBallsport Leipzig · Alemania | 1.ª           | 2017-18       | 2     | 0     | 0                | 0                | 0                     | 0                     | ―     | ―     | 2     | 0     |
| RasenBallsport Leipzig · Alemania | Total club    | Total club    | 18    | 0     | 1                | 0                | 0                     | 0                     | 0     | 0     | 19    | 0     |
| F. C. Colonia · Alemania          | 2.ª           | 2018-19       | 15    | 0     | 0                | 0                | ―                     | ―                     | ―     | ―     | 15    | 0     |
| F. C. Colonia · Alemania          | 1.ª           | 2019-20       | 18    | 0     | 1                | 0                | ―                     | ―                     | ―     | ―     | 19    | 0     |
| F. C. Colonia · Alemania          | 1.ª           | 2020-21       | 12    | 0     | 2                | 0                | ―                     | ―                     | 1     | 0     | 15    | 0     |
| F. C. Colonia · Alemania          | 1.ª           | 2021-22       | 31    | 0     | 2                | 0                | ―                     | ―                     | ―     | ―     | 33    | 0     |
| F. C. Colonia · Alemania          | 1.ª           | 2022-23       | 31    | 1     | 1                | 0                | 4                     | 0                     | ―     | ―     | 36    | 1     |
| F. C. Colonia · Alemania          | 1.ª           | 2023-24       | 22    | 0     | 2                | 1                | ―                     | ―                     | ―     | ―     | 24    | 1     |
| F. C. Colonia · Alemania          | Total club    | Total club    | 129   | 1     | 8                | 1                | 4                     | 0                     | 1     | 0     | 142   | 2     |
| Grasshoppers Suiza                | 1.ª           | 2024-25       | 28    | 0     | 2                | 0                | ―                     | ―                     | ―     | ―     | 30    | 0     |
| Grasshoppers Suiza                | Total club    | Total club    | 28    | 0     | 2                | 0                | 0                     | 0                     | 0     | 0     | 30    | 0     |
| Bayern de Múnich II · Alemania    | 4.ª           | 2025-26       | 0     | 0     | ―                | ―                | ―                     | ―                     | ―     | ―     | 0     | 0     |
| Bayern de Múnich II · Alemania    | Total club    | Total club    | 44    | 3     | 0                | 0                | 0                     | 0                     | 2     | 0     | 46    | 3     |
| Total carrera                     | Total carrera | Total carrera | 271   | 4     | 21               | 1                | 9                     | 0                     | 3     | 0     | 304   | 5     |
| 1. 2. 3.                          |               |               |       |       |                  |                  |                       |                       |       |       |       |       |

## Palmarés

### Títulos nacionales
| Título          | Club               | País     | Año     |
| --------------- | ------------------ | -------- | ------- |
| Bundesliga      | Red Bull Salzburgo | Austria  | 2014-15 |
| Copa de Austria | Red Bull Salzburgo | Austria  | 2014-15 |
| Bundesliga      | Red Bull Salzburgo | Austria  | 2015-16 |
| Copa de Austria | Red Bull Salzburgo | Austria  | 2015-16 |
| 2. Bundesliga   | F. C. Colonia      | Alemania | 2018-19 |